# Giuliano Agresti
Giuliano Agresti (Barberino di Mugello, 14 agosto 1921 – Lucca, 18 settembre 1990) è stato un arcivescovo cattolico italiano.

## Biografia
Giuliano Agresti nasce a Barberino del Mugello e frequenta l'asilo presso le Suore Serve di Maria SS. Addolorata. Studia presso il seminario di Firenze e viene ordinato sacerdote nel 1945. Successivamente frequenta l'Università Gregoriana, dove si laurea nel 1955 in teologia. Rientra nel seminario fiorentino di cui diventa rettore nel 1964. Nel 1966 è nominato vicario episcopale per l'apostolato dei laici, poi membro della Commissione per l'educazione cattolica della Conferenza Episcopale Italiana.
È nominato arcivescovo di Spoleto nel 1969 ed anche vescovo di Norcia nel 1972. Il 25 marzo 1973 viene nominato arcivescovo di Lucca.
Nel settembre 1989, dopo la visita a Lucca di papa Giovanni Paolo II, rende nota la malattia che il 18 settembre 1990 lo porterà alla morte.

## Genealogia episcopale
La genealogia episcopale è:
- Cardinale Scipione Rebiba
- Cardinale Giulio Antonio Santori
- Cardinale Girolamo Bernerio, O.P.
- Arcivescovo Galeazzo Sanvitale
- Cardinale Ludovico Ludovisi
- Cardinale Luigi Caetani
- Cardinale Ulderico Carpegna
- Cardinale Paluzzo Paluzzi Altieri degli Albertoni
- Papa Benedetto XIII
- Papa Benedetto XIV
- Papa Clemente XIII
- Cardinale Marcantonio Colonna
- Cardinale Giacinto Sigismondo Gerdil, B.
- Cardinale Giulio Maria della Somaglia
- Cardinale Carlo Odescalchi, S.I.
- Cardinale Costantino Patrizi Naro
- Cardinale Serafino Vannutelli
- Cardinale Domenico Serafini, Cong. Subl. O.S.B.
- Cardinale Pietro Fumasoni Biondi
- Cardinale Paolo Marella
- Arcivescovo Ferdinando Lambruschini
- Arcivescovo Giuliano Agresti